# Ben Chiarot
Ben Chiarot (Hamilton, Ontario, 9 de mayo de 1991) es un jugador profesional canadiense de hockey sobre hielo que se desempeña en la posición de defensor izquierdo en Detroit Red Wings, equipo de la National Hockey League (NHL).

## Carrera
Fue seleccionado en la cuarta ronda en la NHL Entry Draft de 2009. En 2013 hizo su debut profesional con el equipo Winnipeg Jets, en el cual jugó seis temporadas (2013-2019), después pasó a Montreal Canadiens (2019-2021), luego a Florida Panthers (2021-2022), posteriormente a Detroit Red Wings, donde lleva jugando dos temporadas.